# 愤怒的丘吉尔
《愤怒的丘吉尔》是一张著名的关于温斯顿·丘吉尔的照片。该照片由尤素福·卡什于1941年12月30日在加拿大渥太华拍摄。

## 简介

### 背景
1941年12月7日，日本偷袭珍珠港后，丘吉尔立刻动身前往华盛顿，冒着德国潜艇偷袭的危险，乘约克公爵号战舰，经过十天的海上颠簸后，于22日到达华盛顿。29-31日，丘吉尔收到时任加拿大总理麦肯齐·金的邀请在加拿大议会进行演讲。30日，演讲结束后，为了第二次世界大战的宣传需要，尤素福·卡什被安排给丘吉尔拍摄照片。

### 拍摄过程
拍摄前，丘吉尔嘴里叼着一支雪茄，神情闲散，卡什觉得烟不离手的丘吉尔没有达到自己想要的拍摄状态，于是突然上前，在说着“原谅我，先生”的同时，迅速的从丘吉尔唇间夺下雪茄，被这突然发生的一幕惹恼的丘吉尔瞬间怒目而视，左手叉腰，即将发火。卡什迅速按下快门，抓拍了这一稍纵即逝的瞬间。当丘吉尔明白了卡什的良苦用意之后心情平静下来，他没有怪罪卡什的鲁莽，反而像老朋友似的和他握起手来。丘吉尔对卡什说：“ 你制服了一头怒吼的狮子！”因此，卡什就把照片命名为“愤怒的雄狮”（The Roaring Lion）。

### 拍摄后
照片第二天被各大报纸刊登，照片形象地反映了二战时期英国首相邱吉尔像一头怒吼的雄狮要与希特勒等法西斯决战到底的决心，极大地鼓舞了全世界人民反法西斯战争的斗志。
1945年5月21日，納粹德国投降后，为庆祝胜利，美国《生活》杂志将这张照片选为当期杂志封面。
《经济学人》评价这张照片是“摄影史上复制次数最多的肖像画之一”
爱德华·默罗看过这张照片后评论道：“当我们几乎一无所有的时候，就是这个人(卡什)重新编排了英国语言，并把它送上了战场。”

## 花絮

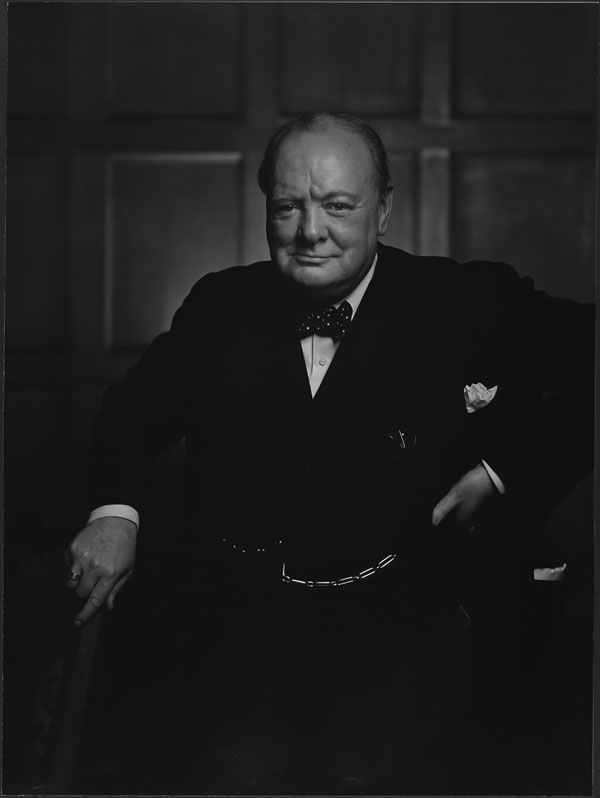
《微笑的丘吉尔》

在卡什拍完《愤怒的丘吉尔》后，丘吉尔意识到自己落入卡什的圈套后，反倒对机智而勇敢的卡什有了好感，因此又主动配合他拍了一张《微笑的丘吉尔》
2015年5月26日，为纪念二战胜利70年，法国新闻周刊《观点》选用了《微笑的丘吉尔》作为封面。